# 山﨑晶吾
山﨑 晶吾（やまざき しょうご、1992年4月2日- ）は、日本の俳優・モデル。

## 略歴
- 2016年7月 ミュージカル『テニスの王子様』3rdシーズン、滝萩之介役で初舞台を踏む[2]。
- 2017年8月にBrilliant-Cを退所。以降、フリーランスで活動している。
- 2018年10月にオフィシャルサイトを開設[3]。
- 2019年、MCを務める配信番組『それいけ！ヤマザキくん』がスタート[4]。略称それザキくん[4]。
- 2020年に写真集『emotional』を発売[5]。

## 人物
- 「山崎」と表記される場合があるが、正しくは山﨑（たつざき：﨑）である。
- 趣味はボルダリング、映画鑑賞。
- 特技はヘッドマッサージ[1]、空手（初段）、バスケットボール。
- 美容師免許、普通自動車免許を取得している[1]。

## 出演

### TV
- 痛快TV スカッとジャパン #23（2015年、フジテレビ） - 森下 役
- HEAT (テレビドラマ)（2015年、フジテレビ）
- 連続テレビ小説 まれ 第132回「出産クッサンベイビー」（2015年、NHK総合） - カップル男性 役
- 逃走中〜大江戸ヒーローズ 偉人達と駆け抜けろ〜（2015年、フジテレビ） - 森蘭丸 役
- 人狼系推理バトル『レジスタンスイレブン』～見えない敵を封鎖せよ～（2020年8月、日テレプラス）

### 映画
- 信長協奏曲（2016年、東宝） - 小姓 役

### 舞台
- ミュージカル『テニスの王子様』3rdシーズン - 滝萩之介 役[6]
  - 青学vs氷帝（2016年7月14日 - 9月25日、TOKYO DOME CITY HALL 他）[7][2]
  - 青学vs六角（2016年12月22日 - 2017年2月12日、TOKYO DOME CITY HALL 他）[8][9]
  - TEAM Live HYŌTEI（2017年4月12日 - 23日、TOKYO DOME CITY HALL 他）[10][11]
  - Dream Live 2017（2017年5月26日 - 28日、横浜アリーナ）[12][13]
  - 全国大会 青学vs氷帝（2018年7月12日 - 9月24日、TOKYO DOME CITY HALL 他）[14]
  - ミュージカル『テニスの王子様』秋の大運動会2019 （2019年10月8日 - 9日、横浜アリーナ）[15]
  - Dream Live 2020（2020年5月31日、ぴあアリーナMM）[16]※全公演中止[17][18]
- WBB vol.12 ミクロワールド・ファンタジア（2017年7月26日 - 8月1日 、紀伊國屋サザンシアター / 8月4日 - 6日、グランフロント大阪 ナレッジシアター） - ギルバード 役[19][20][21]
- 舞台『ACCA13区監察課』（2017年11月3日 - 12日、品川プリンスホテル クラブeX） - シュヴァーン 役[22][23]
- STAGE FES 2017（2017年12月31日、大宮ソニックシティ大ホール） - 楚神ウリエ 役[24]
- ミュージカル『Dance with Devils ～Fermata～』（2018年3月15日 - 25日、AiiA 2.5 Theater Tokyo） - 楚神ウリエ 役[25][26]
- ミュージカル『薄桜鬼 志譚』 - 沖田総司 役[27]
  - 土方歳三篇（2018年4月21日 - 23日、新神戸オリエンタル劇場 / 4月28日 - 5月1日、明治座 ）[28][29]
  - 風間千景篇（2019年4月5日 - 11日、日本青年館 / 4月18日 - 21日、京都劇場）[30]
  - ミュージカル『薄桜鬼 真改』相馬主計 篇（2020年4月2日 - 5日、明治座 / 4月9日 - 12日、サンケイホールブリーゼ）[31]※公演中止[32]
- トラベルモード（2018年10月11日 - 15日、中野ウエストエンドスタジオ） - ベルボーイ 役[33]
- Fate/Grand Order THE STAGE - エルキドゥ 役
  - -絶対魔獣戦線バビロニア-（2019年1月11日 - 14日、サンケイホールブリーゼ / 19日 - 27日、日本青年館）[34]
  - -冠位時間神殿ソロモン-（2020年10月18日、TACHIKAWA STAGE GARDEN / 10月24日 - 30日、東京国際フォーラム ホール）[35]
- 紅葉鬼（2019年6月28日 - 7月7日、品川プリンスホテル クラブeX）- 帝 役[36]
- 乱歩奇譚 Game of Laplace〜怪人二十面相〜（2019年8月5日 - 12日、品川プリンスホテル クラブeX）- ナミコシ 役[37]
- 舞台劇 からくりサーカス〜デウス・エクス・マキナ（機械仕掛けの神）編〜（2019年10月10日 - 19日、新宿FACE） - ジョージ・ラローシュ 役 ※トリプルキャスト[38]
- 脳内クラッシュ演劇『DRAMAtical Murder』（2019年12月20日 - 29日、品川プリンスホテル ステラボール） - 蓮 / セイ 役[39]
  - フラッシュバック（2023年4月28日 - 5月7日、品川プリンスホテル ステラボール）- 再演[40]
- 舞台『弱虫ペダル』新インターハイ篇FINAL～POWER OF BIKE～（2020年2月21日 - 23日、天王洲 銀河劇場 / 2月27日 - 29日、メルパルクホール大阪） - 今泉俊輔 役[41]
- 『笑ゥせぇるすまん』THE STAGE（2020年4月23日 - 5月3日、品川プリンスホテル ステラボール / 5月7日 - 10日、AiiA 2.5 Theater Kobe）[42]※全公演中止[43]
- 東京印公演 vol.18『げんせんじゃ～！』～宝や旅館～2020（2020年7月8日 - 12日、CBGKシブゲキ!!） - 主演  湯ノ元勇作（ブラック） 役[44][45]
- ワーキング・ステージ『ビジネスライクプレイ』（2020年11月28日 - 12月5日、新宿FACE） - 清水葵 役[46]
- ミュージカル『刀剣乱舞』 - 五月雨江 役
  - ー東京心覚（）ー（2021年3月7日 - 5月23日、TOKYO DOME CITY HALL 他）[47]
  - 真剣乱舞祭 2022（2022年5月7日 - 6月26日、国立代々木競技場 第一体育館 他）[48]
  - 江（） おん すていじ（2022年12月11日 - 12月23日、日本青年館/2023年1月13日 - 1月22日、梅田芸術劇場 メインホール）[49]
  - ㊇ 乱舞野外祭（）（2023年9月17日 - 24日、富士急ハイランド・コニファーフォレスト）[50]
  - 江 おん すていじ ぜっぷつあー（2023年12月20日 - 2024年1月18日、Zepp Nagoya ほか）[51]
  - 祝玖寿 乱舞音曲祭（2024年10月5日 - 2024年12月1日、サンドーム福井　ほか）[52]
  - 江 おん すていじ ぜっぷつあー りぶうと（2025年5月3日 - 29日、Zepp DiverCity TOKYOほか）[53][54]
  - 目出度歌誉花舞 十周年祝賀祭（2025年7月29日・30日、東京ドーム）[55]
- 舞台『いとしの儚』（2021年10月6日 - 17日、六本木トリコロールシアター） - ゾロ政 役 [56] ※体調不良のため降板
- 舞台『ギヴン』（2021年11月20日 - 23日、京都劇場 / 11月27日 - 30日、シアター1010） - 村田雨月 役[57][注釈 1]
- 舞台『文豪とアルケミスト 捻クレ者ノ独唱（アリア）』（2022年2月3日 - 13日、シアター1010 / 2月18日 - 20日、森ノ宮ピロティホール） - 泉鏡花 役[59]
- アナタを幸せにする世界の伝説シリーズ・アナ伝 vol.3『ジェヴォーダンの怪物～狼男伝説～』（2022年10月20日 - 23日、こくみん共済 coop ホール / スペース・ゼロ） - レッドフード・グリム （ヨーロッパオオカミ・ドイツ）役[60][61]
- 『東京カラーソニック!!』the Stage - 宝田伊織 役
  - Vol.1（2023年2月18日 - 26日、シアター1010）[62][63]
  - Vol.2（2023年11月10日 - 19日、天王洲 銀河劇場）[64]
- カストルとポルックス（2023年3月24日 - 4月2日、品川プリンスホテル ステラボール[65]）
- ミュージカル『マギ』-バルバッド狂騒曲-（2023年6月9日 - 18日、品川プリンスホテル ステラボール / 24日 - 25日、森ノ宮ピロティホール）- ジャーファル 役[66]
- OFFICE SHIKA×新宿シアタートップス『9階団地のスーパースター』（2024年2月29日 - 3月10日、新宿シアタートップス / 3月15日 - 17日、AI・HALL） - 主演・星川輝一 役[67]
- ミュージカル「ROCK MUSICAL BLEACH」 - 平子真子 役
  - ～Arrancar the Beginning～（2024年5月12日 - 5月26日、天王洲　銀河劇場　/ 5月31日 - 6月2日、COOL JAPAN PARK OSAKA WWホール）
  - 〜Arrancar the Final〜（2025年2月8日 - 24日、天王洲 銀河劇場 / 3月1日 - 9日、COOL JAPAN PARK OSAKA WWホール）[68]
- 「マッシュル-MASHLE-」THE STAGE 2.5（2024年8月2日 - 12日、天王洲　銀河劇場 / 8月17日 - 19日、AiiA 2.5 Theater Kobe） - カルド・ゲヘナ 役[69][70]
- TANK PLAN #2 舞台『死んだ山田と教室』（2025年10月1日 - 12日、下北沢駅前劇場） - 主演・和久津 役[71]

### ネット配信
- 「親しい人にしか教えない話」（2018年7月 - 9月/全4回、ONSTAGE）
- キャストサイズチャンネル 『それいけ！ヤマザキくん』（2019年6月 - 、ニコニコ生放送）
- 「Hello,my name is…」（2020年4月 - 5月/全6回 、ONSTAGE）
- おもちゃばこ倶楽部vol.1 おうちで楽しむ戦隊ヒーローコメディ『ブングンジャー待機中!』（2020年5月6日、ニコニコ生放送）
- おもちゃばこ倶楽部vol.2 おうちで楽しむ戦隊ヒーローコメディ『ブングンジャー待機中!』（2020年5月31日、ニコニコ生放送）

### イベント

#### 2016年
- テニミュ サポーターズクラブ　プレミアム パーティー vol.10（2016年10月4日、東京） - ゲスト
- 山﨑晶吾ファン感謝イベント（2016年10月29日、渋谷eggman） [72]
- 2.5次元フェス（仮）（2016年12月4日、幕張メッセ 11ホール）[73]

#### 2017年
- 「ミュージカル・テニスの王子様3rdシーズン 青学vs氷帝」DVD&Blu-ray購入特典 東京大阪イベント（2017年2月25日、東京）
- 山﨑晶吾バースデーイベント2017（2017年4月29日、発明会館ホール） [74]
- TEAM Live HYOTEI DVD&Blu-ray発売記念ハイタッチ会（2017年9月8日、埼玉）

#### 2018年
- D-room11『ミクロワールドファンタジア』の回vol.2 （2018年1月19日、ザムザ阿佐谷） - ゲスト
- 山﨑晶吾 BIRTHDAY EVENT2018（2018年5月4日、YOKOHAMA O-SITE）
- キャストサイズトークライブ（2018年5月20日、渋谷eggman）
- ミュージカル「Dance with Devils〜Fermata（フェルマータ）〜」トーク＆ハイタッチ（2018年9月29日、東京）
- ミュージカル『薄桜鬼 志譚』土方歳三 篇 Blu-ray&DVD発売記念イベント（2018年10月21日、東京）
- ミュージカル「テニスの王子様」15周年記念 テニミュ文化祭（2018年11月23日 - 24日、池袋・サンシャインシティ ワールドインポートマートビル4階 展示ホールA）[75][76]
- 山﨑晶吾 2019年 カレンダー発売記念イベント（2018年12月1日、南港サンセットホール / 12月2日、音部屋スクエア）

#### 2019年
- D-room12『トラベル会』（2019年1月21日、ザムザ阿佐谷） - ゲスト
- キャストサイズトークイベント（2019年3月23日、渋谷eggman）
- 山﨑晶吾 BIRTHDAY EVENT2019（2019年5月4日、浜離宮朝日ホール）
- 「ミュージカル・テニスの王子様3rdシーズン 全国大会 青学vs氷帝」DVD&Blu-ray購入特典 東京大阪イベント（2019年5月21日、大阪）
- 「Fate/Grand Order THE STAGE -絶対魔獣戦線バビロニア-」Blu-ray＆DVD発売記念イベント（2019年8月25日、東京）
- ミュージカル『薄桜鬼 志譚』風間千景 篇 Blu-ray&DVD発売記念イベント（2019年9月8日、東京）
- 山﨑晶吾 2020年 カレンダー発売記念イベント（2019年10月14日、神戸三宮シアター・エートー/ 11月4日、ワテラスコモンホール）
- アドリ場！〜vol.2〜（2019年11月29日、R'sアーツコート）

#### 2020年
- 舞台『弱虫ペダル』新インターハイ篇FINAL～POWER OF BIKE～公演記念イベント（2020年2月25日、放送芸術学院専門学校）
- 山﨑晶吾1st写真集"emotional"手渡し会（2020年12月12日、LMJ東京研修センター）

#### 2021年
- 山﨑晶吾29th Birthday Event（2021年6月20日、星陵会館 / 6月26日、A&Hホール）
- 2.5次元男子。LIVE（2021年6月25日、LINE CUBE SHIBUYA）[77]

#### 2022年
- 山﨑晶吾カレンダー2022手渡し会（2022年1月8日SLC本町、1月9日LMJ東京研修センター）
- 舞台『ギヴン』イベント（2020年2月27日、こくみん共済 coop ホール / スペース・ゼロ）
- 山﨑晶吾30th Birthday Event（2022年7月1日、音楽友の会ホール / 7月2日、A&Hホール）

#### 2023年
- 山﨑晶吾カレンダー2023手渡し会（2023年1月28日、SLC本町 / 1月29日、LMJ東京研修センター）
- 山﨑晶吾 31st Birthday Event（2023年7月1日、浜離宮朝日ホール 小ホール / 7月2日SPACE14）
- ACTORS☆LEAGUE in Basketball 2023（2023年10月11日、東京体育館 メインアリーナ）[78]

#### 2024年
- 山﨑晶吾カレンダー2024手渡し会（2024年1月27日、CIVI研修センター / 1月28日、LMJ東京研修センター）
- SHORT MOVIE 「NINJA REBIRTH -武と蘇生-」試写イベント（2024年3月31日、雷5656会館）
- 山﨑晶吾 32st Birthday Event（2024年4月6日、ニッショーホール / 4月14日、朝日生命ホール）
- 東京カラーソニック the stage リリースイベント(2024年6月15日、アニメイトシアター)
- ACTORS☆LEAGUE in Basketball 2024（2024年9月3日、東京体育館 メインアリーナ）
- 演劇ドラフトグランプリ THE FINAL（2024年12月10日、日本武道館）[79]
- 山﨑晶吾カレンダー2025手渡し会（2024年12月20日、A&Hホール / 12月21日、LMJ東京研修センター）

### CM
- サニクリーン - 走るおそうじマイスター編（2015年）
- サブウェイ - サンドイッチアーティスト篇（2017年）[80]
- Softbank - 大原櫻子のGoogleサービス使いこなし講座☆（2017年）

#### VP
- サンスター - TONIC リンスインシャンプー FROZEN FLORAL/AQUATIC MELON（2015年）
- ルフト・メディカルケア - 看護助手編（2016年）
- トヨタ・i-ROAD（2016年）

## 書籍

### 写真集
- 山﨑晶吾1st写真集"emotional"（2020年12月16日、エスエルエフ）

### 関連書籍
- ニノダン+（プラス） -Power of the Stage-（2021年、ロングランプランニング）[81]